# Macronectes
Macronectes is een geslacht van vogels uit de familie stormvogels (Procellariidae). Het geslacht telt twee soorten.

## Soorten
- Macronectes giganteus – Zuidelijke reuzenstormvogel
- Macronectes halli – Noordelijke reuzenstormvogel
- †Macronectes tinae[2]